# مرکز اسلامی انگلیس

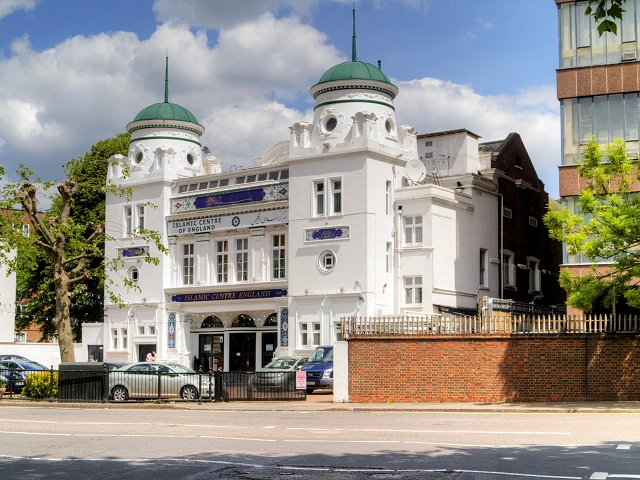
مرکز اسلامی انگلیس

مرکز اسلامی انگلیس (به انگلیسی: The Islamic Centre of England) یک مؤسسه خیریه در شهر لندن است که کار آن عبادت، برپایی شرع دینی، و تبلیغ معارف اسلامی است. این موسسه جایگاهی برای آموزش آموزه‌های اسلامی و گردهمایی علمی و فرهنگی و نیز پایگاهی برای تجمع خانواده‌ها برای تقویت روابط اجتماعی است. 

## بنیان‌گذاری
این مرکز در سال ۱۳۷۷ خورشیدی هم‌زمان با مبعث محمد و با حضور مسئولان و شخصیت‌های فرهنگی و اجتماعی ایرانی و انگلیسی و سایر کشورهای اسلامی رسماً به عنوان یک مؤسسهٔ خیریه آغاز به کار نمود. هم‌اکنون سید هاشم موسوی ریاست آن را بر عهده دارد.

## کووید ۱۹
در آبان ۱۴۰۰ روزنامه تایمز لندن گزارش داد که مرکز اسلامی انگلیس در دوران دنیاگیری کووید-۱۹، ۱۰۹ هزار پوند کمک مالی از دولت بریتانیا دریافت کرده‌است.

## اهداف مرکز
مرکز اسلامی انگلیس اعلام کرده به‌خاطر رسالت فرهنگی و دینی‌ای که بر عهده دارد اهداف زیر را دنبال می‌کند:
1. فراهم‌آوردن فضای مناسب و امکانات لازم برای گردهمایی مسلمانان و به ویژه ایرانیان جهت تقویت روح مشترک جمعی و تبادل احساسات دوستانه و محبت‌آمیز و همیاری در حل مشکلات یکدیگر.
2. تعمیق و گسترش فرهنگ دینی مسلمانان و آموزش معارف اسلامی در میان قشرها مختلف مهاجرین مسلمان به ویژه نونهالان و جوانان با بهره‌گیری از منبع قرآن و معارف اهل بیت.
3. بزرگداشت مناسبتهای دینی و مذهبی و ملی با برپاداشتن برنامه‌های متنوع و پربار و با مشارکت فعال مردمی در اجرای برنامه‌ها.
4. برقراری ارتباط با مؤسسات علمی و فرهنگی غرب با هدف معرفی و نشر و ترویج اندیشهٔ اسلامی و نیز آشنایی با تحولات و تفکرات نوین اندیشمندان غربی درپیشبرد اهداف اسلام.
5. همکاری با مراکز و مؤسسات اسلامی و نهادهای خیریه با هدف ایجاد هماهنگی و افزایش روحیهٔ تعاون و انتقال تجارب برای خدمات‌رسانی بیشتر و با کیفیت بهتر.
6. ایجاد زمینهٔ مناسب برای معرفی اسلام به غیر مسلمانان با ارایهٔ چهره واقعی اسلام با راهنمایی و پاسخ‌گویی به سوالات و شبهات آنان.
7. کمک در بهبود شرایط زندگی هموطنان و به‌طور کلی مسلمانان به طرق مختلف و در حد توان.
8. گسترش معارف دینی به وسیلهٔ چاپ و نشر کتاب‌ها و جزوات سودمند.

## سلب اختیار
در اردیبهشت ۱۴۰۲ کمیسیون خیریهٔ انگلستان و ولز اعضای هیئت امنای مرکز اسلامی انگلیس را از کار برکنار و یک مدیر موقت را برای نظارت بر فعالیت‌های آن مرکز منصوب کرد. این اقدام در پی تحقیقاتی است که از پاییز ۲۰۲۲ آغاز شده بود. این کمیسیون دلیل برکناری را «کوتاهی اعضای هیئت امنای مرکز اسلامی در حفظ و نگهداری دارایی‌ها و انجام وظایف و مسئولیت‌ها» اعلام کرد. در خرداد همان سال مرکز اسلامی طی اطلاعیه‌ای اعلام کرد تا اطلاع ثانوی تعطیل خواهد بود. دیلی تلگراف در گزارشی در این رابطه نوشت: «مرکز اسلامی انگلیس در لندن به دلیل حمایت از جمهوری اسلامی ایران و چند هفته پیش از تلاش کمیساریای جمعیت‌های خیریه بریتانیا برای مصادرهٔ آن فعالیت‌های خود را به حال تعلیق درآورده‌است».